# São Paulo Challenger 2001
Il São Paulo Challenger 2001 è stato un torneo di tennis facente parte della categoria ATP Challenger Series nell'ambito dell'ATP Challenger Series 2001. Il torneo si è giocato a San Paolo in Brasile dal 22 al 28 ottobre 2001 su campi in cemento.

## Vincitori

### Singolare
Agustín Calleri ha battuto in finale  Juan Ignacio Chela con il punteggio di 6–4, 6–3

### Doppio
Agustín Calleri /  Edgardo Massa hanno battuto in finale  Diego del Río /  Mariano Hood con il punteggio di 5–7, 7–5, 6–3